# Drielobbige hoefijzerboog

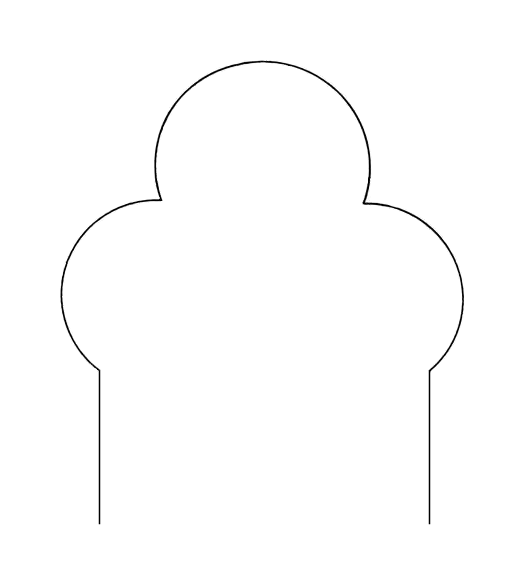
Drielobbige hoefijzerboog

Een drielobbige hoefijzerboog is een type boog dat uit drie cirkeldelen bestaat in de vorm van een drielob, waarbij de boog zelf breder is dan de (muur)opening. De boog lijkt als het ware een maatje te groot. De buitenste lobben/cirkelsegmenten sluiten daarom schuin aan op de dagkanten van de muuropening en wijzen naar binnen (en niet recht naar onder). Door deze situering lijkt de boogvorm een beetje op een hoefijzer. De middelpunten van die cirkels vormen met elkaar een gelijkzijdige driehoek. De drie cirkelsegmenten raken elkaar op een dusdanige manier dat ze een bladmotief vormen. Een drielobboog heeft twee toten en is daarmee een tootboog.
Met zijn hoefijzervormige drielobbige vorm vormt dit boogtype tussenvariant van de drielobboog en de hoefijzerboog.
De drielobbige hoefijzerboog werd onder andere gebruikt in romaanse architectuur en is een duidelijk voorbeeld van Islamitische invloed. Vooral in het zuiden van Europa is deze vorm terug te vinden.

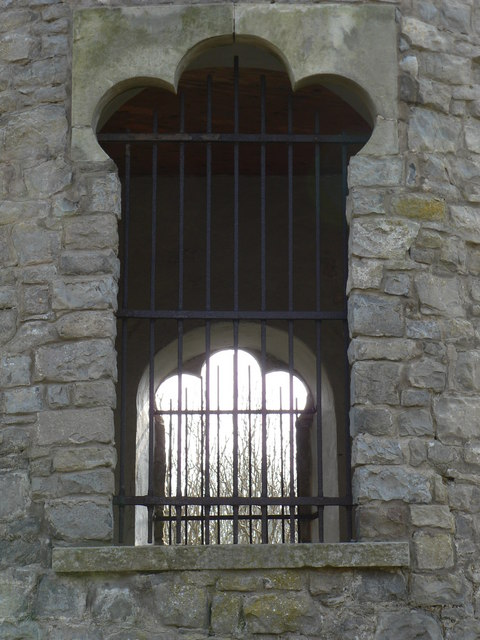